# چویسلند
چویسلند (به انگلیسی: Choiceland) یک منطقهٔ مسکونی در کانادا است که در ساسکاچوان واقع شده‌است. چویسلند ۳۸۱ نفر جمعیت دارد.